# HMS Invincible (R05)
HMS Invincible byla letadlová loď britského královského námořnictva. Byla první lodí třídy Invincible. Na vodu byla spuštěna 3. května 1977 a byla sedmou lodí, která nesla toto jméno.
Během falklandské války byly kolem Invincible a HMS Hermes seskupené hlavní síly britského úderného svazu. Poté, co byla HMS Hermes prodána do Indie, se stala vlajkovou lodí Royal Navy. Zúčastnila se taktéž bojových akcí v Jugoslávii a v Iráku. Ze služby byla vyřazena v roce 2005, posléze byla prodána do Turecka, kde byla sešrotována.

## Historie
Invincible byla postavena v Barrow-in-Furness loďařskou společností Vickers. Její stavba byla zahájena v roce 1973 a na vodu byla spuštěna 3. května 1977. Do služby loď vstoupila 11. července 1980, kde se připojila k dalším letadlovým lodím HMS Hermes a HMS Bulwark. Britské ministerstvo obrany chtělo loď v roce 1982 prodat Austrálii. Dohoda o prodeji už byla také uzavřena, jenomže před tím, než došlo k prodeji, vypukla falklandská válka, po které si Britové prodej lodi rozmysleli, a tak tedy zůstala nadále v Royal Navy.

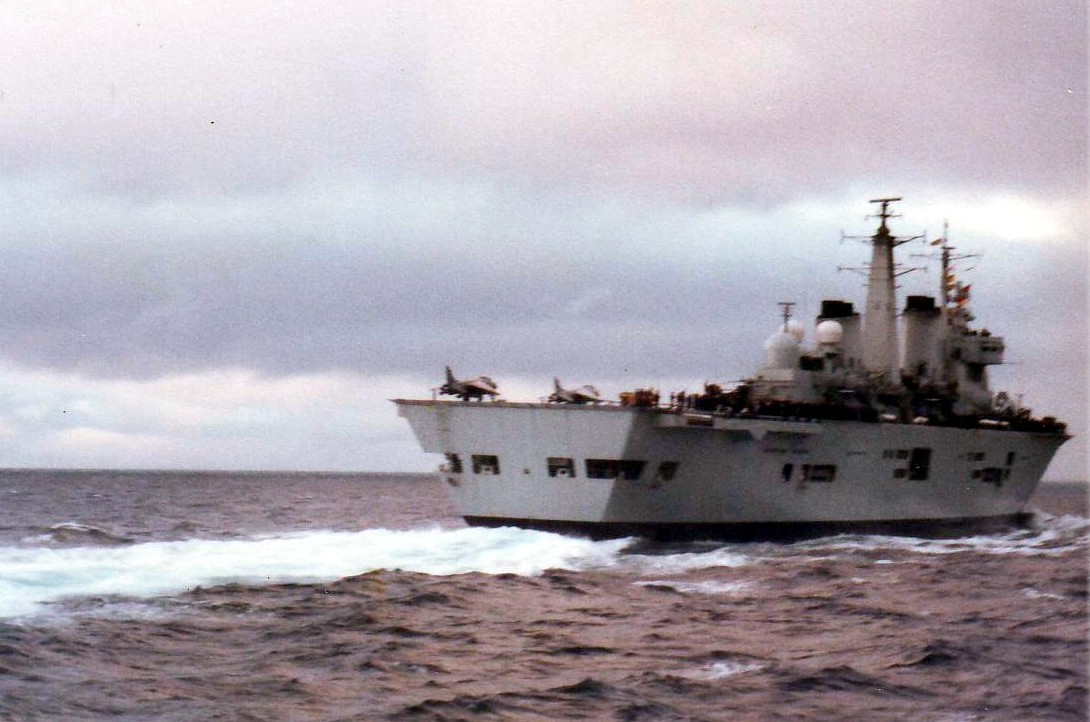
Invincible v jižním Atlantiku během falklandské války

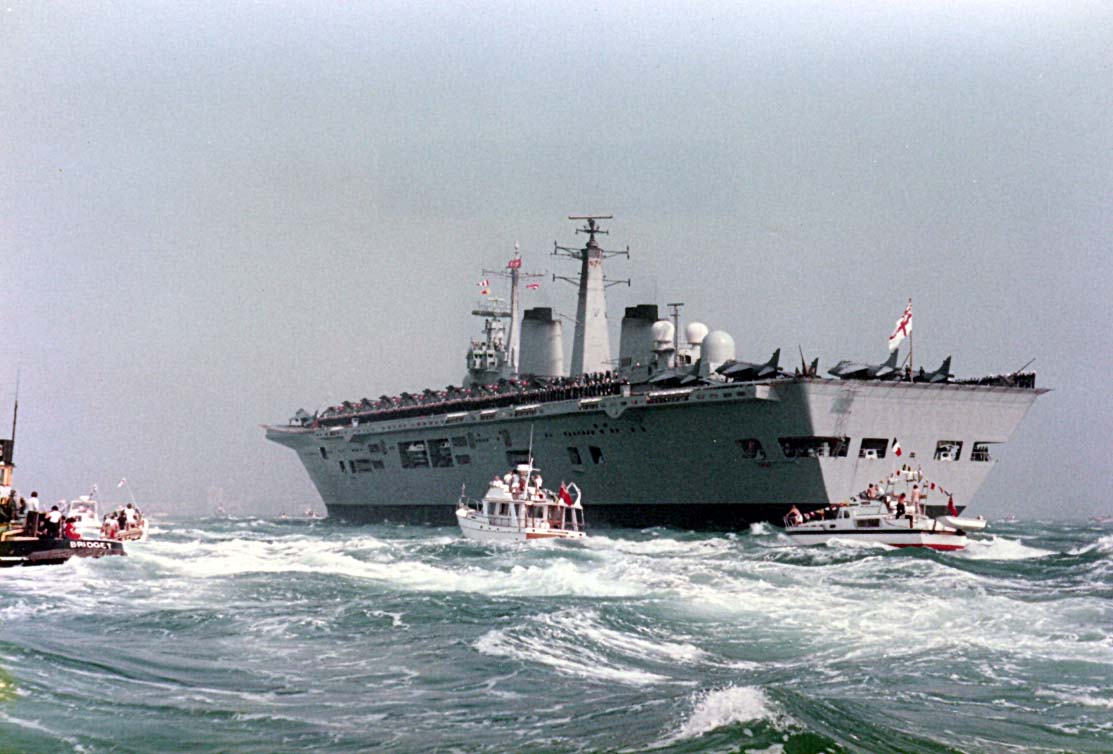
Invincible vracející se do Solentu po Falklandské válce

### 1983-2005
V prosinci 1983 Austrálie odmítla vpustil Invincible a několik dalších lodí do přístavu v Sydney. Důvodem toho byla skutečnost, kdy královské námořnictvo odmítlo sdělit informaci, zda nese loď nějaké jaderné zbraně.
Mezi lety 1993 a 1995 působila Invincible v Jaderském moři a zúčastnila se několika operací, například vytvoření bezletové zóny nad Bosnou. Operací Rozhodná síla skončilo její nasazení v Jaderském moři.
V roce 1998 a 1999 se podílela na operaci Southern Watch v jižním Iráku spolu s leteckými silami ze Saúdské Arábie, USA a Francie.
V roce 1999 byla taktéž nasazena na Balkáně. Zde se podílela na akcích proti Jugoslávii. Letadla z lodi byly zapojeny do vojenských úderů, zatímco vrtulníky pomáhaly uprchlíkům.

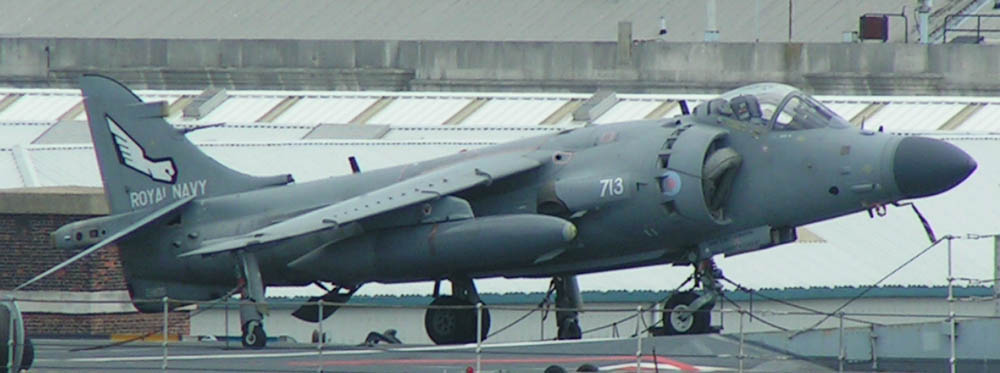
Harrier na palubě Invincible

### 2005-2011
6. června 2005 oznámilo Ministerstvo obrany, že Invincible bude aktivní do roku 2010 s tím, že bude k dispozici pro znovupovolání do služby v následujících 18 měsících. Ze služby byla vyřazena 3. srpna 2005. To bylo 20 měsíců po rozsáhlé modernizaci, podle které měla sloužit ještě dalších 10 let. HMS Illustrious po ní převzala status vlajkové lodi. Royal Navy tvrdilo, že může vzniknout situace, při které bude Invincible opět nasazena. Politika námořnictva předpokládala, že Invincible je stále aktivní letadlovou lodí. Nicméně dostat loď znovu do stavu provozní pohotovosti by trvalo více než 18 měsíců, protože některé její části byly přesunuty na sesterské lodě, odkud by se musely znovu přesunout na Invincible. V březnu 2010 kotvila loď s dalšími vyřazenými plavidly v námořní základně v Portsmouthu. 10. září 2010 byla vyřazena z rezerv námořnictva a nabídnuta k prodeji v prosinci 2010. Britský tisk oznámil 8. ledna 2011 zprávu, podle které byla na loď podána nabídka pěti milionů liber od čínského podnikatele Lam Kin-bonga. Ten plánoval z lodi udělat mezinárodní plovoucí školu, která by kotvila v Liverpoolu nebo v Ču-chaji. Nicméně o prodeji vyvstaly pochybnosti, protože by probíhal na pozadí zbrojního embarga EU vůči Číně. Navíc Čína se podobným způsobem dostala ke své zatím jediné letadlové lodi. 8. února 2011 informovala BBC o tom, že ministerstvo obrany oznámilo prodej do Turecka, kde měla být loď sešrotována. Ve čtvrtek 24. března byla loď odvlečena z Portsmouthu a do Turecka dorazila 12. dubna 2011. Na konci června 2011 už byla loď sešrotována.

## Zbraně a letouny

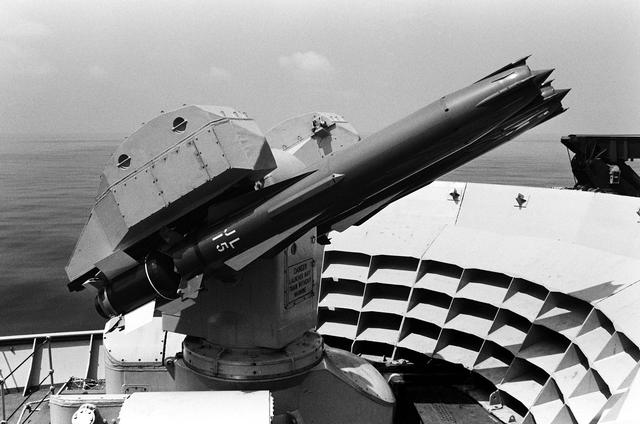
Zbraňový systém Sea Dart na palubě Invincible

Zpočátku na lodi chyběly přesné zbraňové systémy. Po falklandské válce byla loď vybavena dvěma 20mm kanóny Phalanx CIWS od americké firmy Raytheon. Avšak později byla výzbroj zmodernizována na tři 30mm kanóny Goalkeeper CIWS. Na palubě se též nachází dva 20mm kanóny Oerlikon. Nejprve byly lodě vybaveny raketovým systémem SAM. Z důvody úspory místa pro přistávání Harrierů a úschovy munice na palubě byl tento systém odstraněn.
Po různých přestavbách lodi se letka lodi zvedla z původně plánovaných pěti Harrierů a devíti transportních vrtulníků na 9 Harrierů a 12 vrtulníků (počet strojů závisel na druhu operace). Rovněž byla odzkoušena letecká skupina čítající 16 Harrierů a 3 vrtulníky. Loď mohla sloužit jako velitelství Royal Navy pro bojové jednotky. Přistávací dráha byla 170 metrů dlouhá a na konci obsahovala "skokanský můstek". (zpočátku pod úhlem 7°, později zvýšeno na 12°).